# Font del Be
La Font del Be és i ha estat sempre al carrer del mateix nom de Sant Joan Despí. La font original estava coronada per un be ajagut, ensenya de Sant Joan Despí, i a un costat hi tenia la roda que permetia pujar l'aigua des de les vetes subterrànies. Era el principal sistema de subministrament d'aigua dels veïns, des de l'any 1915 fins a la dècada dels anys 50. Gairebé tota l'activitat comunitària girava al voltant de la font, era normal veure-hi els veïns sopar-hi a l'estiu. Per la Festa Major la canalla la guarnia amb flors i espelmes. Va ser retirada per l'assecament de les vetes subterrànies. La segona font es va inaugurar al voltant dels anys 60 i va ser retirada i guardada al magatzem de l'Ajuntament per poder fer la urbanització del carrer. Des de l'any 1998 està situada enmig de les escales que pugen al carrer de les Torres.